# Xylotoles nudus
Xylotoles nudus är en skalbaggsart som beskrevs av Bates 1874. Xylotoles nudus ingår i släktet Xylotoles och familjen långhorningar. Inga underarter finns listade i Catalogue of Life.